# Flaming Pie
Flaming Pie es el undécimo álbum de estudio del músico británico Paul McCartney, publicado en toda Europa en mayo de 1997, por la compañía discográfica Parlophone. El disco fue el primer trabajo de estudio en cuatro años desde el lanzamiento de Off the Ground, y fue mayoritariamente grabado tras participar en el proyecto The Beatles Anthology. Las sesiones tuvieron lugar en varios estudios de grabación entre 1995 y 1997, a excepción de dos temas, «Calico Skies» y «Great Day», grabados en 1992. En las notas que acompañan al álbum, McCartney escribió: «[The Beatles Anthology] me recordó a los clásicos de The Beatles y a lo que conseguimos con las canciones. De algún modo fue un curso de repaso que estableció el marco para este álbum». Flaming Pie supuso también el último trabajo discográfico de McCartney junto a su esposa Linda McCartney, que falleció el 17 de abril de 1998 a causa de un cáncer de mama.
Tras su publicación, Flaming Pie alcanzó el puesto número dos tanto en la lista estadounidense Billboard 200, su mejor posición desde la publicación de Tug of War en 1982, como en la británica UK Albums Chart, y en ambos países fue certificado como disco de oro. El álbum, que obtuvo en general buenas reseñas de la prensa musical, también alcanzó los veinte primeros puestos en otros 14 países. Desde su lanzamiento hasta mediados de 2007, Flaming Pie ha vendido más de un millón y medio de copias.
En 2020 se anunció su remasterización, la cual fue lanzada el 31 de julio del mismo año. También se lanzó un EP que incluye las canciones Young Boy y Looking for You, además de material de archivo. Asimismo, fueron anunciados dos lanzamientos adicionales: "The World Tonight" lanzado el 26 de junio y "Beautiful Night" lanzado el 17 de julio.

## Trasfondo
Flaming Pie incluyó canciones grabadas esporádicamente entre 1995 y 1997, a excepción de dos temas: «Calico Skies», una canción que Paul McCartney escribió durante su estancia en Long Island en 1991, cuando fue asolado por el huracán Bob, y «Great Day», que incluyó los coros de Linda McCartney. Ambas canciones fueron grabadas en sesiones que tuvieron lugar en 1992, previas a la publicación de Off the Ground, y durante las cuales el músico también grabó «When Winter Comes», tema incluido en el disco lanzado el año 2020, McCartney III.
Desde la publicación de Off the Ground, y con la excepción del lanzamiento del álbum Strawberries Oceans Ships Forest bajo el seudónimo de The Fireman, McCartney centró su actividad musical en The Beatles Anthology, un documental sobre la historia de The Beatles en el que volvió a colaborar con George Harrison y Ringo Starr. Con motivo del lanzamiento de varios discos del grupo durante un periodo de dos años, EMI pidió a McCartney que no publicase un nuevo álbum en solitario. El músico comentó que «al principio me sentí casi insultado», antes de darse cuenta de que «sería tonto salir contra ti mismo en la forma de The Beatles. De modo que entendí la idea y pensé: "Bien, ni siquiera tengo que pensar en un disco"». De forma paralela a su trabajo con Harrison y Starr, McCartney también inició la composición de Standing Stone, su segundo trabajo de música clásica después de Liverpool Oratorio.

## Grabación

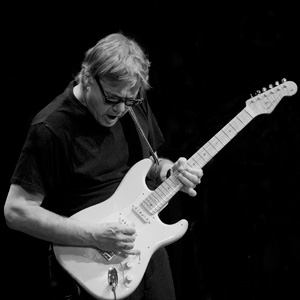
McCartney grabó con Steve Miller las canciones «Young Boy» e «If You Wanna» y una improvisación titulada «Used to Be Bad».

En febrero de 1995, McCartney comenzó a trabajar con Jeff Lynne, líder del grupo Electric Light Orchestra y seguidor de la música de The Beatles. Lynne había trabajado anteriormente con George Harrison en su álbum de 1987 Cloud Nine, y también coprodujo con George Martin los sencillos «Free as a Bird» y «Real Love» para el proyecto The Beatles Anthology. En un intento por crear algo sencillo, sin una producción musical muy elaborada, McCartney grabó esporádicamente Flaming Pie durante un espacio de dos años, con la colaboración no solo de Lynne, sino también de Steve Miller, Ringo Starr y su propio hijo, James McCartney, que tocó la guitarra en «Heaven On a Sunday». McCartney había colaborado anteriormente con Miller en la grabación del tema «My Dark Hour» en los estudios Abbey Road en 1969, y tras observar que su hijo James era seguidor de su música, volvió a retomar la amistad con el músico. Por otra parte, la presencia de Ringo en la grabación de Flaming Pie supuso la primera colaboración del músico con McCartney en trece años, desde la publicación de Give My Regards to Broad Street.
McCartney compuso «Young Boy», una de las canciones de Flaming Pie, durante una comida con el New York Times el 18 de agosto de 1994. McCartney y Miller grabaron la canción casi un año después, el 22 de febrero de 1995, en Sun Valley (Idaho). Ambos volvieron a unirse varios meses después en The Mill, el estudio de grabación personal de McCartney, donde grabaron el tema «If You Wanna» y una improvisación titulada «Used to Be Bad». El dúo también grabó «Broomstick», publicado como cara B del sencillo «Young Boy», y tres temas inéditos: «(Sweet Home) Country Girl», «Soul Boy» y una canción sin título.

En mayo, McCartney grabó «Stella May Day», una canción que dedicó a su hija Stella aun inédita, y «Whole Life», con la colaboración de Dave Stewart. «Somedays», compuesta mientras acompañaba a su mujer Linda a una sesión de fotos, incluyó una orquestación elaborada por George Martin. Por otra parte, «The Song We Were Singing», que incluyó referencias sobre los tiempos que el músico pasó con John Lennon en 20 Forthlin Road, fue grabado con un compás de 3/4. En la canción, McCartney tocó un contrabajo antiguamente propiedad de Bill Black, bajista de Elvis Presley. Otro tema, «Little Willow», fue compuesta para el hijo de la primera mujer de Ringo, Maureen Starkey, que había fallecido recientemente de cáncer. Por otra parte, «Souvenir» incluyó el sonido de un disco de 78 RPM al final del tema.
En mayo de 1996, Starr y McCartney grabaron «Beautiful Night», una canción compuesta una década antes y que incluyó la colaboración vocal de Ringo. Al día siguiente, Lynne se sumó a las sesiones y finalizaron «Really Love You», una nueva improvisación musical con Starr en la batería, McCartney en el bajo y Lynne en la guitarra. Durante las sesiones, McCartney y Starr también grabaron «Looking For You», una canción que finalmente no se incluyó en Flaming Pie. «Heaven on a Sunday», compuesta durante unas vacaciones que McCartney pasó navegando por los Estados Unidos, fue grabada el 16 de septiembre de 1996, con la colaboración de Linda y James en los coros. El 14 de febrero de 1997, Martin añadió orquestación a «Beautiful Night» en los estudios Abbey Road. Bajo la producción de Lynne, McCartney grabó otra canción inédita, «Cello in the Ruins», cuyos derechos de autor fueron registrados en 1994. La canción estuvo a punto de publicarse en el álbum de War Child The Help Album en 1995, pero fue finalmente archivada. El álbum supuso el último trabajo de McCartney con la colaboración de su mujer Linda, que murió de un cáncer de mama en 1998.

## Recepción

### Crítica
Flaming Pie fue publicado el 5 de mayo de 1997 en Europa por la compañía discográfica Parlophone, y el 20 de mayo en los Estados Unidos por su filial estadounidense, Capitol Records. Tras su lanzamiento, la reacción de la prensa musical fue mayoritariamente positiva, y McCartney obtuvo sus mejores reseñas desde la publicación en 1982 de Tug of War. Stephen Thomas Erlewine del portal Allmusic destacó las canciones «The Song We Were Singing», «Calico Skies», «Great Day» y «Little Willow» y escribió: «Incluso con los rellenos, que deben esperarse en cualquier álbum de McCartney, Flaming Pie es uno de sus últimos esfuerzos más exitosos, principalmente porque McCartney está en su mejor momento cuando deja que sus regalos melódicos sin esfuerzo se eleven a la superficie». Ray Boren de Deseret News comentó: «El álbum, el primero de estudio desde Off the Ground, es su obra más versátil y satisfactoria desde Tug of War, y en lugares trae a la mente favoritos como "Band on the Run" y su primer disco en 1970». Por su parte, Elysa Gardner de Los Angeles Times afirmó: «La obra de McCartney después de The Beatles rara vez se ha acercado al imposible alto nivel que puso en su juventud; pero en este último trabajo, el viejo tío suena más inspirado y, bueno, menos tonto de lo que ha hecho en años». Por su parte, Anthony DeCurtis, de Rolling Stone, sostuvo: «Musicalmente, el álbum es más ahorrativo que los últimos esfuerzos de McCartney. Jeff Lynne y George Martin son colaboradores sensibles en su coproducción con el cantante; y el guitarrista Steve Miller muestra fuerza y delicadeza en cuatro canciones. [...] Desafortunadamente, Flaming Pie no es todo buenas noticias. "The Song We Were Singing" sufre de la autocomplaciencia de uno de los géneros con más tópicos, el auge de la reminiscencia. Y, en contra de los temas preocupantes que el álbum plantea —el envejecimiento, el significado del pasado, la inestabilidad del futuro—, McCartney agita incansablemente la varita mágica del amor». Por último, Neil Strauss, periodista de The New York Times, lo calificó como un álbum mejor que Off the Ground y escribió: «Los instintos de gran pop de McCartney están por todo este álbum: en las melodías desgarradoras y en la sutil llamada-y-respuesta de voz y guitarra. Pero parece estar maldecido por un dispositivo de rastreo que constantemente le envía al medio de la carretera. En Flaming Pie, intenta combatirlo a veces, pero lo hace con nostalgia, implítico en el título del álbum, basado en una broma de John Lennon sobre los orígenes del nombre de los Beatles, y la nostalgia es un arma que solo hace que el atractivo de la mitad de la carretera sea mayor».

### Comercial
Con la música de The Beatles introducida a una nueva generación después del proyecto Anthology, Flaming Pie obtuvo también buenos resultados comerciales. Debutó en la segunda posición tanto en la lista británica UK Albums Chart como en la estadounidense Billboard 200. Su posición en el Reino Unido supuso el mayor registro de McCartney en ocho años, desde que el álbum Flowers in the Dirt (1989) alcanzara el primer puesto, así como su primer top 10 en los Estados Unidos desde el lanzamiento de Tug of War (1982). Flaming Pie fue desplazado de la primera posición en ambos países por el álbum de Spice Girls Spice. En Estados Unidos, el disco debutó en el puesto número dos, con 121 000 copias vendidas en su primera semana, por detrás de Spice, que vendió 16 500 copias más. Además, en ambos países, así como en Japón, obtuvo la certificación de disco de oro, y según Nielsen SoundScan, a día de junio de 2007, había vendido más de 1,5 millones de copias en el mundo. En otros países, el álbum también obtuvo buenos resultados. En Italia y Noruega alcanzó el puesto tres, en Dinamarca llegó al cuatro y en España obtuvo la quinta posición en la lista de discos más vendidos. Por su parte, en Australia y los Países Bajos, Flaming Pie alcanzó la posición nueve, mientras que en Canadá llegó al diez.
Por otro lado, los sencillos «Young Boy», «The World Tonight» y «Beautiful Night» tuvieron un discreto éxito en el Reino Unido al alcanzar los puestos 19, 23 y 25 respectivamente en la lista UK Singles Chart. El único sencillo publicado en los Estados Unidos, «The World Tonight», alcanzó el puesto 64 en el ranking Billboard Hot 100. «Young Boy» y «The World Tonight» aparecieron en la comedia de Ivan Reitman Father's Day, mientras que la canción «Great Day» fue usada en la película de 2009 Funny People. Para promocionar el álbum, McCartney también organizó un chat que entró en el Libro Guinness de los récords por la cantidad de personas presentes en una sala de chat a la vez.
Con motivo del lanzamiento de Flaming Pie, McCartney también estrenó In the World Tonight, un documental sobre la grabación del álbum emitido en las cadenas de televisión VH1 e ITV, mientras que la BBC Radio 2 emitió un programa radiofónico de una hora de duración el 5 de mayo de 1997. Por otro lado, el disco obtuvo una nominación al álbum del año en la 40.ª edición de los premios Grammy, aunque perdió ante Time Out of Mind, de Bob Dylan.

## Título del álbum
El título de Flaming Pie, también presente en una de las canciones del álbum, es una referencia a una historia cómica que John Lennon contó en el diario Mersey Beat en 1961 sobre el origen del nombre The Beatles. Según Lennon: «Llegó en una visión. Un hombre apareció en una tarta en llamas y nos dijo: "Desde hoy sois los Beatles con una A"».

## Lista de canciones
Todas las canciones escritas y compuestas por Paul McCartney excepto donde se anota. 
| N.º | Título                     | Escritor(es)       | Duración |  |
| 1.  | «The Song We Were Singing» |                    | 3:55     |  |
| 2.  | «The World Tonight»        |                    | 4:06     |  |
| 3.  | «If You Wanna»             |                    | 4:38     |  |
| 4.  | «Somedays»                 |                    | 4:15     |  |
| 5.  | «Young Boy»                |                    | 3:54     |  |
| 6.  | «Calico Skies»             |                    | 2:32     |  |
| 7.  | «Flaming Pie»              |                    | 2:30     |  |
| 8.  | «Heaven on a Sunday»       |                    | 4:27     |  |
| 9.  | «Used to Be Bad»           | Miller, McCartney  | 4:12     |  |
| 10. | «Souvenir»                 |                    | 3:41     |  |
| 11. | «Little Willow»            |                    | 3:03     |  |
| 12. | «Really Love You»          | McCartney, Starkey | 5:18     |  |
| 13. | «Beautiful Night»          |                    | 5:09     |  |
| 14. | «Great Day»                |                    | 2:09     |  |

### Remasterización de 2020
El 12 de junio de 2020 se anunció la remasterización del álbum como parte de la serie Paul McCartney Archive Collection, la cual se editó en varias ediciones.
- Special Edition (2-CD): el álbum original de 14 pistas, incluyendo grabaciones caseras, demos y singles no lanzadas previamente en el segundo disco.
- Deluxe Edition (5-CD/2-DVD): el contenido de la Special Edition, sumado a dos DVD con el documental de "In the World Tonight", los videoclips originales, entrevistas y material detrás de escena.
- Gatefold Double Vinyl (2-LP): el álbum original de 14 pistas remasterizado.
- Gatefold Triple Vinyl (3-LP): el álbum original de 14 pistas remasterizado, con un tercer vinilo que incluye grabaciones caseras y un link para descargar material adicional.
- Collectors Edition (4-LP/5-CD/2-DVD): contiene todo el contenido de la Edición Deluxe, así como versiones exclusivas en vinilo del álbum remasterizado cortado a media velocidad a través de 2LPs en una exclusiva funda gatefold y un LP de grabaciones caseras en una funda de etiqueta blanca estampada a mano. También se incluyen seis impresiones artísticas serigrafiadas de Linda McCartney.

Disco 1
El álbum original de 14 pistas remasterizado.
Disco 2: Home Recordings
1. "The Song We Were Singing" (Home Recording)
2. "The World Tonight" (Home Recording)
3. "If You Wanna" (Home Recording)
4. "Somedays" (Home Recording)
5. "Young Boy" (Home Recording)
6. "Calico Skies" (Home Recording)
7. "Flaming Pie" (Home Recording)
8. "Souvenir" (Home Recording)
9. "Little Willow" (Home Recording)
10. "Beautiful Night" (1995 Demo)
11. "Great Day" (Home Recording)

Disco 3: In The Studio
1. "Great Day" (Acoustic)
2. "Calico Skies" (Acoustic)
3. "C'mon Down C'mon Baby"
4. "If You Wanna" (Demo)
5. "Beautiful Night" (Run Through)
6. "The Song We Were Singing" (Rough Mix)
7. "The World Tonight" (Rough Mix)
8. "Little Willow" (Rough Mix)
9. "Whole Life" (Rough Mix)
10. "Heaven On A Sunday" (Rude Cassette)

Disco 4: Flaming Pies
1. "The Ballad Of The Skeletons"
2. "Looking For You"
3. "Broomstick"
4. "Love Come Tumbling Down"
5. "Same Love"
6. "Oobu Joobu" (Part 1)
7. "Oobu Joobu" (Part 2)
8. "Oobu Joobu" (Part 3)
9. "Oobu Joobu" (Part 4)
10. "Oobu Joobu" (Part 5)
11. "Oobu Joobu" (Part 6)

Disco 5: Flaming Pie At The Mill
Disco 6: DVD (In The World Tonight)
Disco 7: DVD Bonus Films
1. "Beautiful Night"
2. "Making Of Beautiful Night"
3. "Little Willow"
4. "The World Tonight" (Director By Alistar Donald)
5. "The World Tonight" (Director By Geoff Wonfor)
6. "Young Boy" (Director By Alistar Donald)
7. "Young Boy" (Director By Geoff Wonfor)
8. "Flaming Pie EPK 1"
9. "Flaming Pie EPK 2"
10. "In The World Tonight EPK"
11. "Flaming Pie Album Artwork Meeting"
12. "TFI Friday Performances"
13. "David Frost interview"

## Personal
| Músicos - Paul McCartney: voz, guitarra eléctrica, guitarra acústica, guitarra de 12 cuerdas, bajo, contrabajo, armonio, batería, piano, percusión, órgano Hammond, piano Rhodes, clavecín eléctrico, vibráfono, melotrón, Wurlitzer y coros. - Jeff Lynne: teclados, guitarras eléctrica y acústica, clavecín eléctrico y coros. - Steve Miller: guitarras acústica, rítmica y eléctrica, coros y voz principal en «Used to Be Bad». - George Martin: orquestación. - Linda McCartney: coros. - James McCartney: guitarra eléctrica. - Michael Thompson, Richard Bissill, Richard Watkins y John Pigneguy: trompa. - Kevin Robinson: trompeta. - Chris «Snake» Davis y Dave Bishop: saxofón. - Ringo Starr: batería, percusión y coros. - Orquesta en «Somedays»: - David Snell: director de orquesta. - Keith Pascoe, Jackie Hartley, Rita Manning y Peter Manning: violín. - Christian Kampen y Martin Loveday: chelo. - Peter Lale y Levine Andrade: viola. - Andy Findon: flautín. - Martin Parry y Michael Cox: flauta. - Gary Kettel: percusión. - Skaila Kanga: arpa. - Roy Carter: oboe y corno inglés. - Orquesta en «Beautiful Night»: - David Snell: conductor. - John Barclay, Andrew Crowley y Mark Bennett: trompeta. - Richard Edwards y Andy Fawbert: trombón. - Michael Thompson, Richard Watkins y Nigel Black: cuerno. - Marcia Crayford, Adrian Levin, Belinda Bunt, Bernard Patridge, Jackie Hartley, Keith Pascoe, David Woodcock, Roger Garland, Julian Tear, Briony Shaw, Rita Manning, Jeremy Williams, David Ogden, Bogustav Kostecki, Maciej Rakowski y Jonathan Rees: violín. - Robert Smissen, Stephen Tess, Levine Andrade, Philip Dukes, Ivo Van Der Werff y Graeme Scott: viola. - Anthony Pleeth, Stephen Orton, Martin Loveday y Robert Bailey: chelo. - Chris Laurence y Robin McGee: contrabajo. - Susan Milan: flauta. - David Theodore: oboe. | Equipo técnico - Peter Cabbin: ingeniero en orquestación de «Beautiful Night». - Greg Calbi: masterización. - Geoff Emerick: ingeniero de sonido. - Frank Farrell: ingeniero asistente. - Geoff Foster: ingeniero en orquestación de «Somedays». - Paul Hicks: ingeniero asistente en orquestación de «Beautiful Night». - Jon Jacobs: ingeniero de sonido. - Bob Kraushaar: ingeniero de sonido. - Jeff Lynne: productor musical. - George Martin: productor musical. - Paul McCartney: productor musical. - Linda McCartney: fotografía. - Marc Mann: secuenciación digital. - Keith Smith: ingeniero asistente. |

## Posición en listas
| País              | Lista                      | Posición |
| ----------------- | -------------------------- | -------- |
| Alemania          | Media Control Top-50 Chart | 6        |
| Australia         | ARIA Albums Chart          | 9        |
| Austria           | Ö3 Austria Top 40          | 6        |
| Bélgica (Valonia) | Ultratop 200 Albums        | 29       |
| Bélgica (Flandes) | Ultratop 200 Albums        | 19       |
| Canadá            | Canadian Albums Chart      | 10       |
| Dinamarca         | Danish Albums Chart        | 4        |
| España            | Spanish Albums Chart       | 5        |
| Estados Unidos    | Billboard 200              | 2        |
| Europa            | European Albums Chart      | 3        |
| Finlandia         | Finnish Albums Chart       | 28       |
| Francia           | SNEP Albums Chart          | 23       |
| Grecia            | Greek Albums Chart         | 1        |
| Italia            | Italian Albums Top 100     | 3        |
| Japón             | Oricon Weekly Albums Chart | 14       |
| Nueva Zelanda     | New Zealand Albums Chart   | 23       |
| Noruega           | VG-lista Top 40 Albums     | 3        |
| Países Bajos      | Mega Albums Top 100        | 9        |
| Reino Unido       | UK Albums Chart            | 2        |
| Suecia            | Albums Top 60              | 11       |
| Suiza             | Hit Parade Top 100         | 10       |

| Sencillo            | País           | Lista                  | Posición |
| ------------------- | -------------- | ---------------------- | -------- |
| «Young Boy»         | Austria        | Top 40 Singles         | 30       |
| «Young Boy»         | Reino Unido    | UK Singles Chart       | 19       |
| «Young Boy»         | Noruega        | Topp 20 Singles        | 19       |
| «Young Boy»         | Suecia         | Singles Top 60         | 41       |
| «The World Tonight» | Estados Unidos | Billboard Hot 100      | 64       |
| «The World Tonight» | Estados Unidos | Mainstream Rock Tracks | 23       |
| «The World Tonight» | Países Bajos   | Single Top 100         | 68       |
| «The World Tonight» | Reino Unido    | UK Singles Chart       | 23       |
| «Beautiful Night»   | Reino Unido    | UK Singles Chart       | 25       |
| «Beautiful Night»   | Países Bajos   | Single Top 100         | 75       |

## Certificaciones
| Fecha                   | País           | Organismo certificador | Certificación | Ventas certificadas |
| ----------------------- | -------------- | ---------------------- | ------------- | ------------------- |
| 1 de mayo de 1997       | Reino Unido    | BPI                    | Oro           | 100 000             |
| 8 de agosto de 1997     | Estados Unidos | RIAA                   | Oro           | 500 000             |
| 10 de noviembre de 1997 | Japón          | RIAJ                   | Oro           | 65 000              |